# Воронежсинтезкаучук
«Воронежсинтезкаучук» — российское предприятие, производитель термоэластопластов и синтетических каучуков. С 1998 года контролируется «Сибуром», с 2012 года «Сибур» — стопроцентный владелец предприятия.
Расположено в Воронеже. Выпускает около 40 видов продукции. .

## История
В 1931 году Советом труда и обороны принято решение о строительстве трёх заводов по производству натрий-бутадиенового каучука из пищевого спирта по методу Сергея Лебедева (победившего в конкурсе ВСНХ на лучший промышленный метод синтеза каучуков) — в Ярославле (СК-1), Ефремове и Воронеже (СК-2). Воронежский завод был возведён в течение года — 19 октября 1932 года (через 4 месяца после запуска СК-1) была получена первая тонна продукции.
К 1934 году завод вышел на проектную мощность, выпустив 125 тыс. тонн продукции. В том же году заводу присвоили имя Сергея Мироновича Кирова.
В октябре 1941 года, когда немецкая армия подступала к Воронежу, завод был эвакуирован, выпуск каучука прекращён. В годы Великой Отечественной войны аппаратчик 3-го цеха Григорий Мыльников стал дважды Героем Советского Союза, аппаратчик цеха 6-8 Василий Путилин — Героем Советского Союза. В сентябре 1947 года производство на заводе восстановлено.
В 1949 году освоено производство первых советских эмульсионного дивинилстирольного каучука и стирола, в 1950 году построен цех по производству некаля. В 1956 году освоен выпуск маслонаполненного каучука, в 1959 году начал работу первый в СССР цех товарных латексов, в 1962 году начато строительство цехов по производству стереорегулярных бутадиеновых каучуков (СКД).
В 1954 году при заводе был открыт Дворец культуры
В 1964 году введена в эксплуатацию первая очередь сооружений биологической очистки, до этого времени неочищенные стоки сбрасывались в реку Воронеж.
1966 году освоен выпуск канифольного каучука без масла для обувной промышленности, в 1967 году начат выпуск полибутадиенового каучука. В 1977 году на предприятии выпущена миллионная тонна стирола. В 1986 году за производственные достижения директору завода Леониду Кудрявцеву присвоено звание Героя Социалистического Труда.
В 1992 году предприятие преобразовано в открытое акционерное общество и получило наименование «Воронежсинтезкаучук», в 1994 году — приватизировано. В 1998 году 49 % акций предприятия приобрёл «Сибур», доведя владение активом до 100 % в 2012 году.
В ноябре 2009 года на ОАО Воронежсинтезкаучук в ходе модернизации была введена новая система очистки.
В декабре 2009 года появилась информация о том, что ОАО Воронежсинтезкаучук выпустил первую опытно-промышленную партию бутадиен-стирольного каучука (ДССК), который является основой для производства «зеленых» шин.
В марте 2010 года ОАО Воронежсинтезкаучук ввел в промышленную эксплуатацию установку абсорбции промышленных газов.
В 2010 году ОАО Воронежсинтезкаучук произвел монтаж новую блочно-модульную градирню.
В 2011 году на территории предприятия начаты строительство нового производства бутадиен-стирольных термоэластопластов (ТЭП-50, применяется в автодорожном строительстве) мощностью 50 тыс. тонн в год и возведение установки для производства газообразного азота и сухого сжатого воздуха, необходимых для производства основных материалов.
23 мая 2013 года Владимир Путин дал старт пусконаладочным работам на построенном новом производственном комплексе.
В 2016 году АО «Воронежсинтезкаучук» ввело в эксплуатацию печь обжига с системой очистки воздушных потоков.
В 2020 году АО "Воронежсинтезкаучук" реализовал инвестпроект по расширению мощности производства термоэластопластов до 100 тысяч тонн в год (ТЭП-100). Общая мощность по выпуску термоэластопластов достигла 135 тысяч тонн в год .
В 2021 году предприятие построило и ввело в работу новую установку по очистке воздуха производства каучуков. 
В 2022 году АО "Воронежсинтезкаучук" совместно с Правительством Воронежской области и Воронежским государственным лесотехническим университетом начали реализацию масштабного лесоклиматического проекта по созданию карбонового полигона в Воронежской области. Весной 2024 года в рамках проекта был высажено 1.8 миллионов саженцев - эффективных поглотителей углекислого газа. 
В мае 2024 года предприятие направило порядка 3 миллиардов рублей на модернизацию производства. Была построена и запущена в работу новая установка ДК-3, которая позволит повысить надежность и экологичность производства. 
«Воронежсинтезкаучук» выпускает продукцию для многих отраслей промышленности для отечественных и зарубежных рынков. Каучуки широко применяются в производстве резин для автомобильных, авиационных и велосипедных шин и резинотехнических изделий. 
Общая мощность по выпуску:
226 тысяч тонн/г - синтетические каучуки;
135 тысяч тонн/г - термоэластопласты (СБС и ДСТ).
За всю историю предприятие выпустило 14 миллионов тонн каучука и 1.2 миллиона тонн термоэластопластов. 
За последние несколько лет предприятие получило звание «Лучшее промышленное предприятие Воронежской области», «Лучший экспортер Воронежской области», неоднократно становилось победителем смотра-конкурса «Воронежское качество», лауреатом премии «Лидер года» в номинации «Экология» за внедрение проектов в сфере совершенствования экологичности производства. В 2022 году АО «Воронежсинтезкаучук» получил сертификат соответствия международному автомобильному стандарту IATF 16949. В 2023 году СБС-полимер вошел в число победителей «Золотая сотня России».

## Руководство
Генеральный директор АО «Воронежсинтезкаучук» — Золототрубов Вячеслав Николаевич (с 1 февраля 2022 г). Возглавлявший предприятие в 2007—2009 годы Александр Гусев впоследствии стал мэром Воронежа и губернатором Воронежской области.